# Швабский диалект

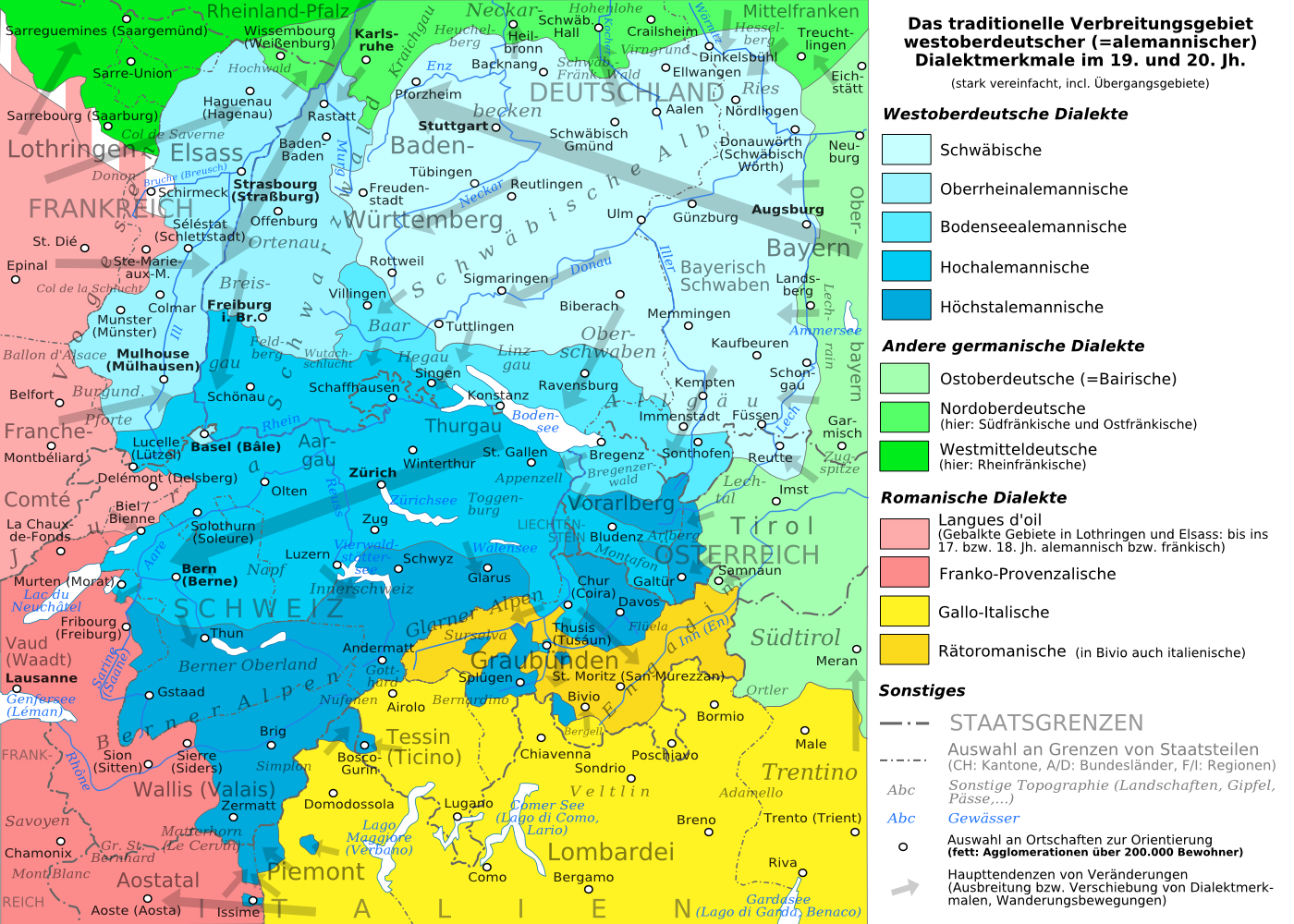
Алеманнские диалекты. Швабский диалект обозначен светло-голубым цветом

Шва́бский диале́кт (нем. Schwäbisch) — диалект немецкого языка, распространённый в юго-восточной части земель (государств) Баден-Вюртемберга и на юго-западе Баварии (Баварской Швабии).
В Австрии швабский диалект встречается в Форарльберге и частично в Тироле (Ройтте). Диалект принадлежит к алеманнской группе южнонемецких диалектов, входя, таким образом, в верхненемецкий язык, претерпевший второе передвижение согласных. Будучи распространённым географически, швабский диалект формировался как группа близкородственных диалектов. Это наблюдается, например, в особенностях формы второго причастия глагола sein (gewesen), которая в зависимости от местности может иметь вид gwäa, gsi, gsae или gsai.

## Классификация
Швабский диалект делится на 5 поддиалектов, каждый из которых обнаруживает особенности общего швабского диалекта, но в то же время имеет некоторые отличия от него. Одним из признаков, по которому можно определить поддиалект, — форма второго причастия глагола sein. Различия фонетического характера можно наблюдать в лексике языка (например, raod и rod для стандартного rot). Поддиалекты швабского:
- Нижнешвабский диалект (Niederschwäbisch) распространён в верхних и средних районах долины Неккара и приграничных областей (Швабский Альб, Восточный Шварцвальд в Баден-Вюртемберге);
- Восточношвабский диалект (Ostschwäbisch) встречается а баден-вюртембергском регионе Восточный Вюртемберг и в баварском районе Донау-Рис;
- Верхнешвабский диалект (Oberschwäbisch) распространён южнее Швабского Альба, а также в баварском административном округе Швабия;
- Альгойский диалект (Allgäuerisch) частично сливается верхнешвабским, используется в местности Альгой.
- Энцтальско-швабский диалект (Enztalschwäbisch) распространён в верхнем Энтцале южнее Пфорцхайма (северо-запад Баден-Вюртемберга).

## Общие признаки южнонемецких диалектов
К общим признакам южнонемецких диалектов относятся:
1. Полное проведение перебоя, наличие фонемы [pf];
2. [shр] и [sht] в любой позиции;
3. Сохранение старых дифтонгов ie, uo, ae в какой-либо форме;
4. Отпадение неударного -е;
5. Суффикс уменьшительных существительных с −l-;
6. Отпадение конечного -n в неударном слоге;
7. Отсутствие простого прошедшего;
8. Дифтонгизация старых долгих и делабиализация (как и в средненемецком) ö и ü .

## Швабский диалект как частьHochdeutsch
Южнонемецкая область делится на три больших диалектальных территории: верхнефранкскую, алеманнскую и баварскую. Алеманнские диалекты
(Alemannisch) подразделяются на швабский, нижнеалеманнский и верхнеалеманнский, южно-алеманнский и эльзасский.
Среди диалектов франкско-алеманнской зоны особое место занимает швабский диалект. В научной литературе он описан слабо.
Швабский диалект (Schwäbisch) распространен в западных областях к востоку до реки Лех, в городах Аугсбург, Штутгарт, Тюбинген, Ульм.

## Признаки швабского диалекта
Швабский диалект выделяется следующими главными признаками:
1. сохранение старых дифтонгов [liəd, bluət, miəd] (со своеобразным звучанием);
2. особое звучание имеют дифтонги, образованные из срвн. î, û: [wəib, həus];
3. снижение i и u перед носовыми: kend, fende, senge, domm, gefonde;
4. выпадение n перед спирантами uns > us, иногда с дифтонгизацией: [əus];
5. множественное число глаголов имеет окончание -et в презенсе;
6. стяжённые глаголы имеют n в 1-м лице единственного числа (назализация): [hauñ, lauñ, gauñ];
7. суффикс -le- уменьшительных существительных.

## Писатели и поэты, писавшие на швабском диалекте
Стихотворения на верхненемецком или швабском диалекте писали Швабские поэты которых первоначально обычно называли миннезингеры, позднее, в XIX столетии, так называлась школа поэтов, возникшая после освободительной войны и имевшая во главе Л. Уланда. В состав Швабских поэтов входили Юстин Кернер, Густав Шваб, К. Ф. Майер, Г. Пфицер, Мёрике, Эдуард, Вильгельм Гауфф и некоторые другие. Всех их объединяет любовь к народной (швабской) непосредственной поэзии, к природе и глубокое патриотическое воодушевление. Они работали преимущественно в лирическом стиле, и им обязана своим широким развитием также швабская баллада.
На швабском диалекте писали:
- Таддеус Тролль (1914—1980);
- и другие.